# Tarsier Studios
Tarsier Studios AB (tidigare Team Tarsier) är en svensk datorspelsutvecklare med säte i Malmö, grundat 2006.

## Om företaget
Tarsier Studios grundades i Karlshamn 2006 efter en tidigare utvecklingsfas och 2010 flyttades basen för verksamheten till Malmö. Företaget har bland annat varit delaktig i utvecklingen av det internationellt framgångsrika Little Big Planet-projektet och har sedan 2009 samarbetsavtal med Sony Computer Entertainment som oberoende spelutvecklare. De arbetar ofta med ett eget, konstnärligt, surrealistiskt bildspråk.
Företagets tidigare, ursprungliga VD, Mattias Nygren, som bland annat utsågs till Årets Företagare i Sverige 2012 för företagsutvecklingen, köpte 2013 ut avdelningen i Karlshamn och till ny VD för Malmö-verksamheten utsågs Ola Holmdahl.  Den nuvarande VD:n heter Andreas Johansson.

## Speltitlar hos Tarsier Studios
- LittleBigPlanet - 2008
- Rag Doll Kung Fu: Fists of Plastic - 2009
- LittleBigPlanet 2 - 2011
- LittleBigPlanet PS Vita - 2012
- LittleBigPlanet 3 - 2014
- Tearaway Unfolded - 2015
- Little Nightmares - 2017
- Statik - 2017
- The Stretchers - 2019
- Little Nightmares 2 - 2021

## Priser och utmärkelser
- 2011 – Årets Gasellföretag (av Dagens Industri)
- 2012 – Årets Studio (av Dataspelsbranschen)